# 이건희
이건희(李健熙, 1942년 1월 9일~2020년 10월 25일)는 대한민국의 기업인으로 삼성 제2대 총수를 지냈다. 삼성의 초대 총수 이병철의 삼남이며 홍진기 제9대 법무부 장관, 제19대 내무부 장관의 사위이다.

## 생애
1942년 1월 9일 경상북도 대구부 중구 인교동에서 이병철의 삼남으로 태어났으며, 일본 와세다 대학교 상학 학사 학위를 졸업하고, 미국 조지 워싱턴 대학교 경영대학원 경영학 석사 학위를 수료했다.
1967년 홍라희 여사와 결혼했으며, 홍진기 법무부, 내무부 장관의 사위였다. 이후 자녀들(이재용, 이부진, 이서현, 이윤형)을 낳았다.
1987년 아버지 이병철의 사후부터 삼성전자의 회장을 지냈다.
2008년 삼성 비자금 사건이 터진 후 경영 일선에서 물러났다가 2010년 3월에 삼성전자의 회장으로 경영에 복귀했다.
2014년부터는 심장마비 후 와병으로 아들 이재용이 경영을 사실상 물려받았다. 이건희가 경영하는 동안 삼성전자는 국내 대기업을 넘어 글로벌 기업으로 큰 성장을 이루었다.
1993년 29조 원이었던 그룹 매출은 2013년 380조 원으로 늘었으며, D램 하나 뿐이던 시장점유율 1위 제품은 20개로 늘어났다.
2014년 5월 10일 한남동 자택에서 호흡곤란과 심장마비 증세로 병원으로 옮겨져 수술을 받아 "이건희 사망" 보도가 나올 정도로 강북삼성병원에서 의식불명 상태에 있었으며, 2020년 10월 25일 새벽 4시경, 약 6년 5개월의 장기 투병 끝에 삼성서울병원에서 향년 79세로 사망했다. 이건희는 생전에 대한민국 최고 갑부였던 인물로 알려져 있으며 세계 부자 순위 66위를 기록하기도 했다. 사망 직전 보유 재산은 약 23조 7,100억원(198억 달러)였다.

## 학력
- 1954년 : 부산교육대학교 부설초등학교 졸업
- 1957년 : 서울대학교 사범대학 부설중학교 졸업
- 1960년 : 서울대학교 사범대학 부설고등학교 졸업
- 1961년 : 연세대학교 상학과 중퇴
- 1965년 : 와세다대학교 상학부 졸업
- 1966년 : 조지 워싱턴 대학교 경영전문대학원 경영학석사(MBA) 수료

### 명예 박사 학위
- 2000년 : 서울대학교 명예 철학박사
- 2005년 : 고려대학교 명예 철학박사
- 2010년 : 와세다 대학 명예 법학박사

## 경력

### 동양방송
- 1966년 : 동양방송에 이사로 입사
- 1979년 2월 : 동양방송 부회장

### 삼성
- 1979년 2월 ~ 1979년 11월 : 삼성그룹 부회장
- 1987년 11월 ~ 1998년 4월 : 삼성그룹 회장
- 1989년 : 삼성복지재단 이사장
- 삼성미술문화재단 이사장
- 1998년 4월 ~ 2008년 4월 : 삼성전자 대표이사 회장
- 1998년 8월 : 삼성문화재단 이사장
- 2008년 : 삼성 비자금 사건으로의 조세포탈 혐의로 불구속 기소되면서 그룹 경영쇄신안으로 삼성전자 회장직에서 퇴진
- 2010년 3월 ~ 2020년 10월 : 삼성전자 회장직으로 경영 일선 복귀[3][4]
- 2012년 6월 : 삼성생명공익재단 이사장

### 타경력
- 1980년 : 중앙일보 이사
- 1981년 2월 : 한일경제협회 부회장
- 1982년 3월 ~ 1997년 3월 : 대한아마추어복싱연맹 회장
- 1982년 ~ 1993년 2월 : 대한올림픽위원회 상임위원
- 1993년 3월 : 대한올림픽위원회 부위원장
- 1996년 7월 ~ 2008년 8월 : IOC 위원
- 1996년 : 대한레슬링협회 회장
- 2005년 : 대한올림픽위원회 명예위원장
- 2010년 2월 ~ 2017년 8월 : IOC 위원
- 2011년 10월 : 2018 평창 동계올림픽 조직위원회 고문

## 상훈
- 1984년 : 대한민국 체육훈장 맹호장
- 1986년 : 대한민국 체육훈장 청룡장
- 1991년 : IOC 올림픽훈장
- 1993년 : 한국경영학회 제정 경영자 대상
- 1993년 : 문화부 장관 감사패
- 1994년 : 한국무역학회 무역인대상
- 1996년 : 한국능률협회 선정 ‘최고의 경영자상’
- 2000년 : 국민훈장 무궁화장
- 2002년 : 중소기업협동조합중앙회 감사패
- 2004년 : 홍콩 디자인경영자상 초대 수상
- 2004년 : 프랑스 레지옹 도뇌르 코망되르(3등급) 훈장
- 2006년 : 밴플리트 상

## 가족
- 할아버지 : 이찬우 (1879 ~ 1957)
- 할머니 : 권재림 (1881 ~ 1959)
  - 아버지 : 이병철 (1910 ~ 1987)
  - 어머니 : 박두을 (1907 ~ 2000)
    - 누나 : 이인희 (1929 ~ 2019)
    - 매형 : 조운해 (1925 ~ 2019)
      - 조카 : 조동혁 (1950 ~ )
      - 조카 : 조동만 (1953 ~ )
      - 조카 : 조동길 (1955 ~ )

    - 형 : 이맹희 (1931 ~ 2015)
    - 형수 : 손복남 (1933 ~ 2022)
      - 조카 : 이미경 (1958 ~ )
      - 조카 : 이재현 (1960 ~ )
      - 조카 : 이재환 (1962 ~ )

    - 형 : 이창희 (1933 ~ 1991)
    - 형수 : 이영자 (1936 ~ )
      - 조카 : 이재관 (1963 ~ 2022 )
      - 조카 : 이재찬 (1964 ~ 2010)
      - 조카 : 이재원 (1966 ~ )
      - 조카 : 이혜진 (1967 ~ )

    - 누나 : 이숙희 (1935 ~ )
    - 매형 : 구자학 (1930 ~ 2022)
      - 조카 : 구본성 (1957 ~ )
      - 조카 : 구미연 (1960 ~ )
      - 조카 : 구명진 (1964 ~ )
      - 조카 : 구지은 (1967 ~ )

    - 누나 : 이순희 (1939 ~ )
    - 前 매형 : 김규 (1934 ~ )
    - 누나 : 이덕희 (1940 ~ )
    - 매형 : 이종기 (1936 ~ 2006)
    - 배우자 : 홍라희 (1945 ~ )
      - 장남 : 이재용 (1968 ~ )
      - 장녀 : 이부진 (1970 ~ )
        - 前 사위 : 임우재 (1968 ~ )

      - 차녀 : 이서현 (1973 ~ )
        - 사위 : 김재열 (1968 ~ )
          - 손녀 : 김지이(2001 ~ )
          - 손녀 : 김지수(2003 ~ )
          - 손녀 : 김지후(2006 ~ )
          - 손자 : 김성준(2007 ~ )

    - 여동생 : 이명희 (1943 ~ )
    - 매제 : 정재은 (1938 ~ )
      - 조카 : 정용진 (1968 ~ )
      - 조카 : 정유경 (1972 ~ )

  - 계모 : 구로다 (1922 ~ 2007)
    - 남동생 : 이태휘 (1947 ~ )
    - 여동생 : 이혜자 (1952 ~ )

## 저서
- 수필(에세이)《생각 좀 하며 세상을 보자》(1997년)

## 개인사
- 1993년 독일 프랑크푸르트에서 '마누라, 자식만 빼고 모두 바꾸자'며 신(新)경영을 주창했다.[5]
- 1996년 11월에 삼성그룹이 성균관대학교 재단을 재인수하였다.[6]
- 2004년, 강원도 평창 보광휘닉스파크에서 록 밴드 체리필터의 연주 도중, 시끄럽다는 이유로 일방적으로 공연을 중단시켰다.[7]
- 2009년 3월, 포브스가 발표한 바에 따르면 이건희 일가의 재산은 대한민국에서 가장 많은 30억 달러로, 세계 205위를 차지했다.[8]
- 2010년, 이건희는 삼성전자 보통주 4,980,000주와 우선주 12,000주, 삼성물산 2,206,000주, 삼성생명 41,519,000주 등을 보유하고 있는데, 국내 최초로 보유 주식 지분가치가 9,223,000,000,000원을 돌파하였다.[9]
- 2011년 8월 5일, 이건희와 아내 홍라희는 지난 해인 2010년부터 최근까지 미국 뉴욕주 컬럼비아 카운티에 건립 중인 ‘원달마센터’에 여러 차례에 걸쳐 120억 원을 기부했다. 홍라희는 독실한 원불교 신자로 알려져 있다. '원달마센터'는 원불교 개교 100주년인 2015년을 앞두고 뉴욕주 허드슨 강 상류 지역에 건립될 예정인 포교 센터다. 10월 2일 개원할 예정으로 원불교 해외 포교를 위한 전진 기지 역할을 담당하게 된다. 대규모 명상 홀과 사무실·주거 시설 및 60명을 수용할 수 있는 게스트하우스 등이 들어설 예정이다.[10]
- 생전 두 명의 스승으로 아버지 이병철과 장인어른 홍진기를 꼽은 바 있다.[11]

### 2014년 사망 보도
2014년 5월 10일 밤 호흡곤란 증세로 쓰러져 자택 근처의 순천향대학교병원으로 이송되었다. 응급실에 도착한 직후 심근경색으로 심장이 멎었으나 바로 심폐소생술이 실시되어 호흡과 심장 박동은 살아났지만 의식은 깨어나지 못했다. 이후 삼성서울병원으로 이송, 스텐트 삽입술을 받고 보조기구를 부착하여 저체온 치료를 하였으나 깨어나지 못했다. 삼성서울병원은 이건희를 자택에서 계속 치료하는 방안과, 환자 이송전용 항공기 에어앰뷸런스에 태워 미국으로 옮겨서 치료하는 방안을 놓고 고심중이었다. 인터넷 매체인 아시아엔은 "이건희 회장이 5월 16일 오전 별세했다"고 보도했다. 이에 대해 삼성 측은 사실 무근으로 법적대응을 하겠다고 밝혔다. 삼성이 해당 언론사에 정정 보도 요청서를 보냈으나 해당 언론사는 사망기사에 대해 정정보도를 할 이유가 없다고 이를 거부했다.

### 이건희와 상속
- 예상되는 상속세 : 3조원에서 5조원 규모.[16]
- 이건희의 지분[16]
  - 삼성전자 지분: 3.4%
  - 삼성생명 지분: 20.8%
  - 제일모직(에버랜드) 지분: 3.7%
  - 삼성물산: 1.4%
  - 삼성종합화학: 1.1%

## 발언

### 삼성 위기론
이건희는 위기를 강조하는 것으로 유명하다. 그는 경영에 복귀한 2010년 3월에도 "삼성전자의 앞날을 예측할 수 없으며, 앞으로 10년 이내에 삼성전자를 대표하는 대부분의 제품이 사라질 것이므로 다시 새롭게 출발해야 한다."고 밝혔다.
위기에 관한 어록

1. 마누라와 자식만 빼고 다 바꿔라. (1993년 6월 17일 프랑크푸르트에서 신경영 선언)
2. 천재 한 사람이 10만 명을 먹여살린다. (2003년 6월 5일 인재경영을 강조)
3. 앞으로 우리는 자만하지 말고 위기의식으로 재무장해야 한다. (2013년 10월 28일 신경영 20주년 만찬)

또한 이건희는 메기에 대해 자주 언급한다고 전해진다. 미꾸라지가 있는 물 속에 메기를 풀어놓으면 미꾸라지들이 잡아먹히지 않기 위해 더 열심히 헤엄치기 때문에 오히려 건강해진다는 것이 '메기론'이다. 그러나 메기론은 이건희가 처음 한 발언이 아니라 아버지 이병철이 자주 했던 발언이었다고도 한다.

메기론은 순서상으로 보면 영국의 역사학자 아널드 J. 토인비의 '청어 이야기'에서 나온 것으로 보인다.
"청어는 영국인이 가장 좋아하는 생선이다. 그러나 청어는 먼 바다에서 잡히기 때문에 싱싱한 청어를 먹기가 쉽지 않았다. 그런데 언제부턴가 살아있는 청어가 대량으로 공급되기 시작했다. 그 비결은 청어를 운반해오는 수조에 천적인 메기를 함께 넣은 데 있다. 청어들은 메기에게 잡혀 먹히지 않으려고 도망다니고, 그런 생존의 몸부림이 청어를 살아있게 하는 원동력이 된 것이다."
"반드시 1명당 1대의 무선 단말기를 가지는 시대가 온다" - "휴대폰 품질에 신경을 쓰십시오. 고객이 두렵지 않습니까? 비싼 휴대폰, 고장나면 누가 사겠습니까? 반드시 1명당 1대의 무선 단말기를 가지는 시대가 옵니다. 전화기를 중시해야 합니다." - 지난 1995년 애니콜 15만대를 불태우면서까지 휴대전화 품질향상을 중요시했고 이를 토해 이후 삼성전자는 글로벌 스마트폰 시장 점유율에서 애플과 지난 2015년 4분기 동률을 이루거나, 지난 2분기 '코로나 특수'를 누린 화웨이에 역전을 당하기도 했지만, 연간으로는 꾸준히 1위 자리를 수성하고 있다.

## 전과
노조법위반, 개인정보보호법위반, 근로기준법위반, 조세범처벌법위반 등 총 전과 4범이다. 재판의 판결문은 1심(2018고합557), 2심(2020노115), 3심(2020도11559) 판결, 1심(2019고합25), 2심(2020노50), 3심(2020도17789) 판결.

## 비판 및 논란

### 발언 구설수
대한민국의 김영삼 정부 시절 기업에 돈을 주지 않자 '우리나라의 정치는 4류, 관료와 행정조직은 3류, 기업은 2류다'라고 발언한 적 있었다. 해당 발언이 비판을 받자 그는 자신이 존경하는 덩샤오핑 국가주석의 어록을 인용했다고 해명했으나 덩샤오핑 국가주석은 정치를 1류, 기업을 4류라고 언급했기에 이건희의 발언은 논란이 되었다.

### 정관수술 거짓해명
이건희가 당시 부회장이던 시절에 혼외자 소문을 잠재우려 막내 이윤형을 낳은 뒤 정관 수술을 했다는 것을 인터뷰에서 강조하기도 했다. 하지만 병원에서 확인한 결과 이건희는 정관 수술을 하지 않은 것으로 밝혀졌다.

### 국민연금 횡령
2008년 4월 22일 이건희는 삼성 경영쇄신안을 내놓고 삼성과 관련된 모든 직책을 내놓고 이수빈 삼성생명 회장이 경영권을 승계하여 전격 퇴진하였다. 이후 이건희가 증여세를 피하면서 삼성 그룹의 지분을 물려주는 과정에서 국민연금을 횡령한 사실이 확인되었다.

### 삼성물산 갑질
이건희가 회장으로 활동 당시에 이건희가 삼성물산 본사에 지시를 해 삼성물산 직원들은 협력업체를 상대로 인사에 개입하고 폭언까지 일삼았다는 주장이 나왔다. 상당히 거친, 위협성 발언은 물론, 개인 심부름까지 수시로 시켰다는 것이다. 이런 '갑질'은 자그마치 8년 동안 이어졌고, 녹취로 남겨졌다.

### 뇌물 공여
1995년 12월 5일 검찰은 노태우 전 대통령에게 250억원의 뇌물을 공여한 혐의로 이건희 삼성전자 회장을 불구속 기소하였다. 이건희는 노태우 전 대통령에게 9회에 걸쳐 250억원을 제공하고, 삼성그룹은 노태우 전 대통령의 대통령 재위 중 차세대 전투기 사업, 상용차 사업, 대형 건설 사업, 석유 화학 사업 등 각종 이권 사업에 본격 진출하였다.
1996년 8월 26일 서울지방법원 형사합의30부(재판장 김영일 부장판사)는 이종기에게 자신을 대신해 노태우 전 대통령에게 금원을 제공토록 포괄승인한 뒤 사후 보고를 받은 혐의(뇌물공여)로 이건희에게 징역 2년, 집행유예 3년을 선고했다. 1996년 9월 2일 검찰이 항소를 포기하여 형이 확정되었다.

### 불법 경영권 승계
2008년 4월 22일에 차명계좌와 1000억원대의 세금포탈 혐의가 적발되면서 이건희는 경영쇄신안을 내놓음과 동시에 모든 직책을 내려놓고 이수빈 삼성생명 회장이 경영권을 승계하면서 전격 퇴진하였다. 이건희가 증여세를 피하면서 삼성그룹의 지분을 물려주려 했다는 의심을 받은 아들 이재용도 최고 고객 책임자(영어: Chief Customer Officer, CCO)의 직위에서 물러났다. 7월 16일 양도소득세 456억원에 대한 조세포탈 혐의로 징역 3년과 집행유예 5년, 벌금 1100억원을 선고받았다. 이후 2009년 8월 14일에 세금포탈과 주식시장 불법행위, 배임행위가 적발되어 추가 기소되었고 이에 대해 유죄를 확정되었으나 12월 29일 대통령 특별 단독사면을 발표하여 사면되었다. 2010년 2월 7일에 IOC에서도 견책 조치를 취했으며, 향후 5년간 산하 위원회 활동을 금지하였다. 그나마 IOC 위원으로서의 활동은 계속 할 수 있었다.

### 차명계좌와 공사비 대납
2018년 2월 8일 경찰청 특수수사과는 이건희를 특정범죄가중처벌등에관한법률위반(조세), 특정경제범죄가중처벌등에관한법률위반(횡령) 혐의로 입건하였으나 조사 불능으로 시한부 기소중지 의견으로 검찰에 송치하였다. 이건희는 삼성그룹 임원 72명 명의 260개 차명계좌를 개설하여 자금을 관리하면서 2007~2010년 귀속분 양도소득세, 종합소득세 등 82억 원 상당의 조세를 포탈(특정범죄가중처벌등에관한법률위반(조세))하였으며, 2008~2014년간 자신의 일가 주택 비용을 삼성물산 법인 자금으로 대납받아 30억원 상당을 유용(특정경제범죄가중처벌등에관한법률위반(횡령))하였다.

### 성매매 영상 유출
2016년, 언론에 이건희 삼성그룹 회장이 등장하는 성매매 의혹 동영상이 공개되었다. 동영상에는 유흥업소 종사자들로 보이는 다수의 여성이 등장하는데, 이건희 회장으로 보이는 남성이 젊은 여성 2명에게 봉투를 건네는 장면과 함께 한 번에 500만 원씩을 줬다는 여성들의 목소리도 담겨 있었다.

### 공공의 눈 수상
2012년 스위스의 시민단체 베른 선언과 그린피스 스위스 등이 글로벌 악덕기업을 선정하는 '공공의 눈 상(Public Eye Award)' 투표에서 세계 악덕 기업 3위에 지정되었다.

## 대중 매체
- 손지창[40], 임채무[41] - 영웅시대 (2004년) MBC 드라마
- 최재형 - 제5공화국 (2005년) MBC 드라마

## 같이 보기
- 삼성 비자금 관련 폭로
- 삼성 경영권 불법 승계 등에 대한 재판
- 삼성 에버랜드 전환사채 저가 배정 사건
- 삼성 경영 쇄신안
- 이건희 컬렉션
- 삼성그룹